# Calyptra eustrigata
Calyptra eustrigata là một loài bướm đêm thuộc họ Noctuidae. Loài này có ở Sri Lanka.